# Louis Visconti

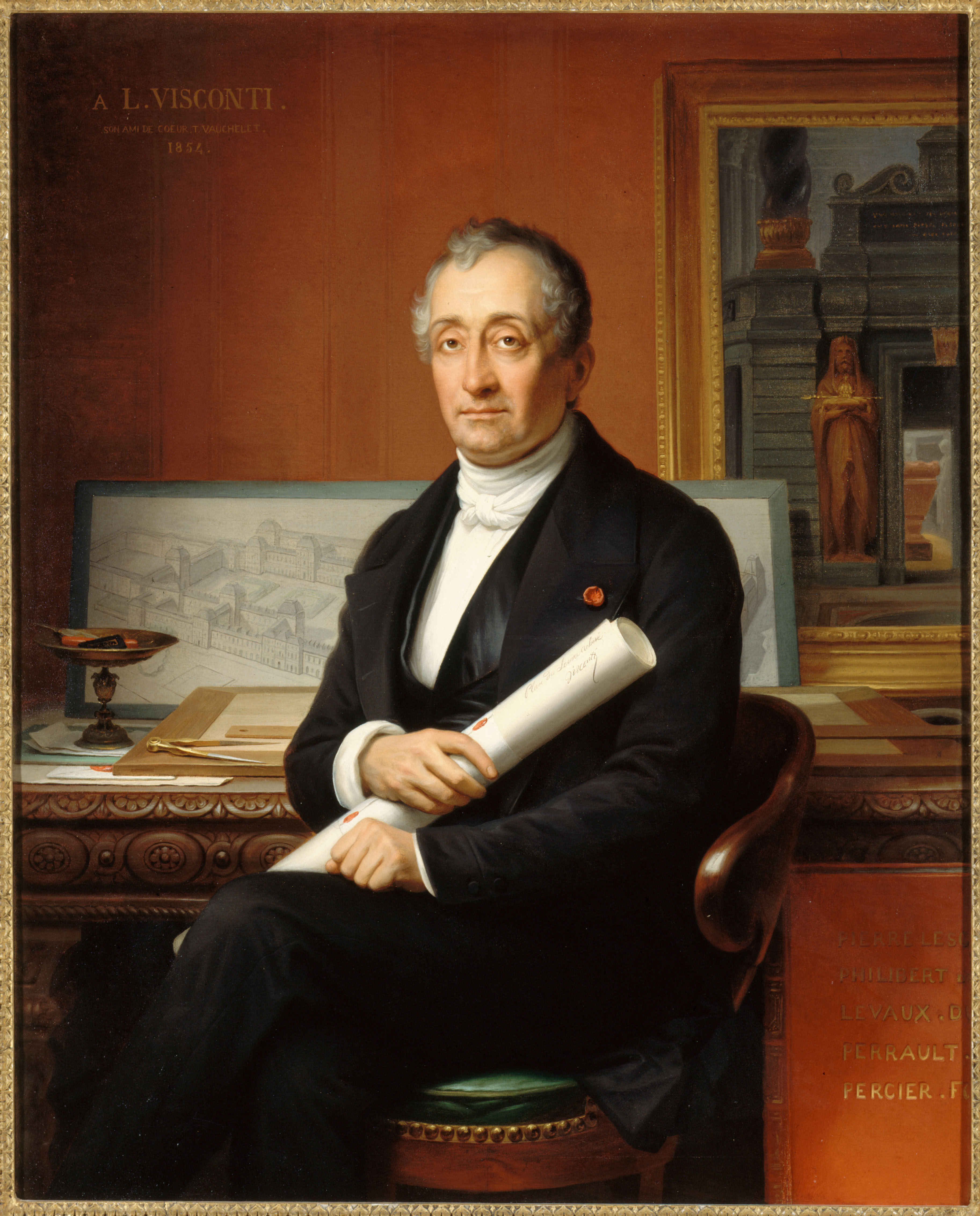
Louis Visconti von Theophile Auguste Vauchelet, Öl auf Leinwand, 1852, Musée Carnavalet, Musée de la Ville de Paris

Louis Tullius Joachim Visconti, auch Ludovico Tullio Giocchino Visconti, (* 11. Februar 1791 in Rom; † 29. Dezember 1853 in Paris) war ein französischer Architekt und trug den Ehrentitel Architecte de l'Empereur.
Visconti war ein Sohn des italienischen Archäologen Ennio Quirino Visconti. Bereits als Kind kam er nach Paris und bekam bereits 1799 die französische Staatsbürgerschaft verliehen.
Zwischen 1808 und 1817 lernte Visconti im Atelier des Architekten Charles Percier. Durch die enge Zusammenarbeit seines Lehrherrn mit Pierre-François-Léonard Fontaine arbeitete Visconti auch in dessen Werkstatt. Mit 17 Jahren begann Visconti 1808 ein Studium an der École nationale supérieure des beaux-arts de Paris. Sofort im Anschluss daran betraute man ihn mit der Bauleitung der neuen „Pariser Weinhalle“. Weitere Stationen seiner Karriere war 1822 die Betreuung des Baus des Finanzministeriums und 1825 ausführender Architekt der Errichtung der großen Pariser Bibliothek. 
Viscontis letzter großer Auftrag war der Neubau, bzw. Umbau des Louvre. Er konnte noch die Pläne konzipieren, doch deren Ausführung erlebte er nicht mehr. Louis Visconti starb sechs Wochen vor seinem 62. Geburtstag am 29. Dezember 1853 in Paris. Seine letzte Ruhestätte fand er auf dem Friedhof Père-Lachaise.

## Werke (Auswahl)
- Porphyrgrab Napoleons I. im Invalidendom,
- Hôtel des Invalides
- Neu- bzw. Umbau des Louvre (Fertigstellung durch den Architekten Hector Lefuel)
- Entwürfe für die öffentlichen Brunnen, wie die Fontaine Gaillon (1824–1828), die Fontaine Louvois (1835–1839) und die Fontaine Molière (1841–1843).